# 林原めぐみのHeartful Station
『林原めぐみのHeartful Station』（はやしばらめぐみのハートフル・ステーション）は、ラジオ関西で1991年（平成3年）10月5日から2015年（平成27年）3月28日まで放送されていたアニラジ番組。ラジオ日本にて放送されていた第1期についても記す。

## 概要
林原めぐみ（メインパーソナリティ）と保志総一朗（3代目アシスタント。初代：大月俊倫、2代目：あみやまさはる）によって、リスナーのお便りを通じたトークと複数のコーナー（コーナー・企画を参照）、およびスターチャイルドレーベルの楽曲紹介を中心に進行していくラジオ番組である。声優がパーソナリティを務めるアニラジとしては、『mamiのRADIかるコミュニケーション』や『ノン子とのび太のアニメスクランブル』に次ぐ歴史がある。林原はブログやTwitterなどでの情報発信をしておらず、ファンクラブも存在しないため、ファンにとっては林原の普段の出来事や新曲発表などの情報が得られる数少ない場となっていた。
この番組で初めてお便りが読まれたリスナーには、岡田芽武によるイラストが入った会員証が送られていた。会員証入手後は重複発行を回避するため、ハガキへ会員番号を明記することが決まりとなっているが、放送中にリスナーの会員番号が読まれることはほとんどない。2回目以降に採用された場合は、番組特製ステッカーが送られる。林原のツボに入ったお便りには「おもちゃ箱」の名称でさらにプレゼントが送られていた。そのほかにも、各コーナーでプレゼント企画が多いのが特徴である。郵送等の作業は数少ないスタッフによる手作業のため、放送で読まれてから数か月かかる場合もあった。
通算放送回数が100回を達成するごとに記念として公開録音イベントが行われていた。この公開録音は林原が活動方針上コンサート活動を行わない代わりとして、ファンへの感謝の気持ちもこめて、抽選による招待ではあるものの参加費無料で開催された。
2015年2月28日の放送にて、放送終了が発表され、同年3月28日の放送をもって終了。ラジオ日本時代から開始した番組は24年の放送に幕を下ろした。
『林原めぐみのTokyo Boogie Night』との関係については、当該記事を参照のこと。

### テーマソング
オープニングテーマ
- 「虹色のSneaker」インストゥルメンタルバージョン（放送第1回 - ）

エンディングテーマ
- 「虹色のSneaker」インストゥルメンタル・バージョン（1991年10月5日・ラジオ関西放送第1回 - ）
- 「虹色のSneaker」歌入り（阪神・淡路大震災以後）
- 「負けないで、負けないで…」（2003年頃 - ）
- 「Heartful Station」（2010年12月4日・放送第1001回目 - ）

「虹色のSneaker」は約12年間番組のオープニング・エンディングの両テーマソングとして使用されていた。2003年頃からオープニングテーマでのみインストゥルメンタルバージョンで使用されていた。
ジングル（フィラー曲）にはアルバム『Irāvatī』から、オープニング明けに「Good Luck!」、エンディング前に「RUN ALL THE WAY!（Fire Ball Groove Mix）」が使用されている。2004年5月15・16日（第659回）放送分では岡崎律子逝去に対する追悼として、この回のみエンディングに岡崎の「Lucky&Happy」が流された。

### 挨拶
お決まりの挨拶として、番組冒頭では「みなさんこんばんは林原めぐみです。一週間のご無沙汰いかがお過ごしだったでしょうか？」、CM前には「神戸の風の吹かせつつ今夜も60分、めぐみに付いて来い!」、番組終了時に「来週も絶対チューニングしろよ! バイバイ。」などがあった。

## 主な歴史

### 第1期・ラジオ日本時代
1991年（平成3年）
4月9日、ラジオ日本でスタート。
7月、当時のアール・エフ・ラジオ日本会長であった遠山景久が掲げていた「演歌とムード歌謡以外の音楽は流さない」という編成方針に則り、若者向け番組の完全排除を行っていた影響で7月16日放送予定分は中止となった。翌週の23日から3週間は曲をかけないで放送するという形で対応し、8月6日放送分を最後に17回の放送でいったん終了した。

### 第2期・ラジオ関西時代
1991年（平成3年）
10月5日、放送局をラジオ関西に移し、土曜23:00より放送を再開。
1992年（平成4年）
10月3日（第53回）より、『百万人の英語』（23:30 - 24:00）終了の空き枠を埋める形で、放送時間を60分に拡大。
1993年（平成5年）
1月2日（第66回）より、2代目アシスタントとして、あみやまさはるが就任。
1994年（平成6年）
4月8日（第132回）より、放送時間が金曜23:00に変更。
1995年（平成7年）
1月21日（第173回）、阪神・淡路大震災発生直後にあたりCM抜きで放送され、被災したリスナーを励ました。
当初、ラジオ関西では生活情報を優先するために放送を休止する方針で進めていたが、本番組の復活に尽力してくれたラジオ関西や、その所在地である神戸への愛着と被災者を少しでも励ましたいという林原本人の強い希望で放送されることになった。そもそもこの番組は東京のキングレコードで制作する「外部制作番組」であり、ラジオ関西は幹事局かつ葉書の受付先でしかなかった（震災後は宛先をキングレコードに変更）。その後、壊滅的な被害を受けた本社社屋の近くに設けられた仮設スタジオから生放送を行ったり、神戸の復興などをテーマにした葉書を扱う「神戸コーナー」が設けられるなど、震災を強く意識した内容となった。『遊星セガワールド』パーソナリティの竹崎忠は神戸市出身である。林原はこの時の回の放送について稀に本番組やブギーナイトで語ることがある。本人によると「生活情報を優先して放送するべきだ」という苦情も当然寄せられたが、そういった苦情は被災地以外の地域からが大半であり、被災地からの苦情は暫く経ってから寄せられたという。また、被災地からは逆に感謝する声が多かったという。
1997年（平成9年）
4月12日（第289回）より、ラジオ関西での放送時間が土曜23:00に戻る。また、この回からJRN系深夜番組『UP'S〜Ultra Performer'S radio〜』の金曜第1部（番組枠前半）としてTBSラジオ、北海道放送、RKB毎日放送、琉球放送、山陽放送（1997年9月でUP'Sネット終了）にてネットを開始。
1998年（平成10年）
9月末にて『UP'S』としてのネット終了。TBSラジオへのネットは終了する。
1999年（平成11年）
7月25日に開催された放送400回突破記念公開録音で、アシスタントがあみやまさはるから保志総一朗に交代することが発表された。
8月7日（第410回）、3代目アシスタントに保志総一朗が就任。
2003年（平成15年）
放送600回突破を記念して、放送エリアとなっている全国8箇所を周って公開録音イベントを開催。
2004年（平成16年）
1月10日（第641回）、妊娠を発表。
2007年（平成19年）
5月19日（第816回）、長らく番組への投稿は郵送手段（主にハガキ）でのみ受け付けていたが、一部コーナーについてメールでも受付をすることを発表。公式サイト『MEGUMI HOUSE』の専用メールフォームから投稿できるようになった。
2010年（平成22年）
11月17日、幹事局であるラジオ関西の各情報番組で番組1000回達成記念の特集が組まれ、『三上公也の情報アサイチ!』・『Sanae's Cafe』・『谷五郎のこころにきくラジオ』・『時間です!林編集長』の4番組において、林原のコメント放送・曲特集・生出演によるインタビューなどが行われた。
11月21日、番組1000回を記念した企画CD「Heartful Station」を発売。
11月27日、放送回数1000回を達成。
2012年（平成24年）
1月より、普通のお便りも含めて、ほぼ全てのコーナーについて電子メールでの投稿受付を開始。
2014年（平成26年）
9月27日、放送回数1200回を達成。
2015年（平成27年）
2月28日（第1222回）、3月28日（第1226回）の放送をもって番組終了を発表。
3月21日（第1225回）、この回をもってアシスタントの保志とコーナー担当の竹崎の出演は終了。
3月28日（第1226回）、放送終了。最終回は林原のみ出演の予定だったが、サプライズゲストとして辛島美登里が駆け付けた。本番組と同じタイトル名でのブログを始めることを発表した。これをもってラジオ日本時代から始まった番組は24年の歴史に幕。
2020年（令和2年）
1月17日、阪神・淡路大震災発災から25年となることを鑑み、『林原めぐみのHeartful Station 2020』として1日限定の復活放送。

## コーナー・企画

### 放送終了まで
雑音リスナーのコーナー
放送エリア外で雑音に耐えながらこの番組を聴いているリスナーからのハガキを紹介するコーナー。
普通のお便り
林原がリスナーから番組宛に送られたお便りを読むコーナー。
二人の気持ちプラスアルファ（2009年ごろから休止状態）
- BGM：『ねこぢる草』オープニングテーマ

「林原の気持ち」「保志の気持ち」を考えるコーナー。このコーナーは保志がハガキを読む。このコーナーと後に続く「ガブッと方程式」には林原に代わって「めぐっち」が登場する。
ガブッと方程式（2009年ごろから休止状態）
- BGM：アイネ・クライネ・ナハトムジークト長調K.525（セレナーデ第13番）より、第1楽章

保志がリスナーの考えた「教授」のキャラクターになりきってめぐっちに言葉の方程式の問題を出すコーナー（例：インターネット+事典=ウィキペディア）。採用されたイラストはMEGUMI HOUSEで見ることが出来る。
めぐっち・ほしっちの「だいじょーぶ! だいじょーぶ!」
- BGM：アイネ・クライネ・ナハトムジークト長調K.525（セレナーデ第13番）より、第1楽章

「めぐっち」と「ほしっち」がリスナーのハガキの相談に「だいじょーぶ! だいじょーぶ!」と答えて励ますコーナー。
お月様にホエホエ
- ジングル：「瞳に銀河」

日常生活や街中で見つけた変わった物や、漢字の読み間違いなど、リスナーが「ほえほえ〜!」と思った、日常のおかしな話などを紹介するコーナー。
お鍋の中身
- ジングル：森川智之、檜山修之によるミニコント ／ BGM：テーマにより様々

1ヶ月ごとに変わるテーマに沿った、リスナーの話やネタを紹介するコーナー。
遊星セガワールド
- ジングル：「青い月の下で」（TAKADA BAND）

株式会社セガの社員が、セガから発売しているゲームなどの商品を宣伝・プレゼントするコーナー。メガCD用の『聖魔伝説3×3EYES』の宣伝をきっかけに1993年よりレギュラー化。コーナー名の由来は、1992年12月6日に両国国技館で行われた同名のセガのイベント。以前はリスナーからの質問や悩みに答えることも多かったが、近年では3人がサイコロの出る目に合った、リスナーが考えたテーマをトークするサイコロトークが行われることが多い。出演者は船田晃、竹崎忠、花谷（通称・若王子）、森本（通称・ゲーマーみき）と変遷し、現在は竹崎が再び出演しているが出張や会議のため出演できない場合も多々あり、2012年4月14日（第1072回）に、本業多忙のためレギュラーとして出演出来なくなりコーナーも不定期となる旨を発表した。放送日がクリスマス近くになると、「竹崎サンタ」と称して番組内で通常よりも豪華なプレゼントがある。
Starchild News Station
スターチャイルドのアニメ作品など、最新情報を「めぐっち」が紹介するコーナー。2012年6月2日（第1079回）より開始した現在最も新しいコーナーである。
スターチャイルドメモリー（不定期）
- ジングル「HOW HOW BEAR」

スターチャイルドレーベルおよび林原・保志が過去にリリースした曲をリスナーからのリクエストに応えてフルコーラスで流すコーナー。ゲストが登場する放送回は時間の都合上休止する。ただし、2012年4月21日（第1073回）からは上述の遊星セガワールドが不定期となったことで、基本的にゲスト登場回でもこちらのコーナーは休止されなくなった。
留守番電話・目覚ましコール（不定期）
林原・ゲストが来た場合はゲストが過去に演じたキャラクター、もしくは本人になりきった留守番電話の録音メッセージ・目覚まし時計のメッセージをリスナーが考えて投稿する。
めぐみアイランド（不定期）
- ジングル：「メグミアイランド」

ゲストコーナー。毎回、その人にちなんだサイン入りポスターなどのプレゼントがある。前述のコーナーを越えてこのコーナーにも「めぐっち」が登場する場合がある。『林原めぐみのTokyo Boogie Night』と同じゲストが来る場合が多い。アシスタントの保志がゲストとして出演することもある。
合格コール（春限定）
- BGM：「春の心」（EDISON BAND）

林原が学校に合格、あるいは企業に就職したリスナーの名前を読み上げるコーナー。以前はペンネームを読み上げ、資格試験合格や運転免許取得なども紹介していた。しかし、あまりにも大量のハガキが寄せられるため、現在は原則として本名を読み上げ、学校合格または就職のみ応募可能になっている。それでも毎年春先にスタートしてから全員分を読み上げる頃には真夏になることが多かったが、近年では本名に限定したこととリスナーの高齢化によるためか早くに終わるようになってきている。
夏休み恒例キーワードクイズ（夏限定）
放送1週につき1文字が発表され、全てを繋いで応募すると抽選でプレゼントが当たる。
年末スターチャイルドベスト10・新春林原めぐみベスト10（年末年始限定）
1年の最終週の放送分ではスターチャイルドレーベルからリリースされた曲、および保志が歌手としてリリースされた楽曲のベストテン企画「（西暦）年末スターチャイルドベスト10」を行う。新年第1週目の放送分では、林原がリリースした曲のベストテン企画「（西暦）新春林原めぐみベスト10」を行う。2011年末募集分まではハガキ1枚につき1曲1票、同じ曲への多重投票は無効。複数の曲に投票したい場合はその分ハガキを使用する必要があった。2012年末募集分からメール投票も可能となったが、1人1曲のみ投票可となり、複数の曲への投票は禁止となった。応募ハガキの中から抽選で「福袋」と題したプレゼントが当たる。
2人で歌っている「Heartful Station」と同CDカップリングの「tuning love」は年末ベスト10の対象曲であるため、新春ベスト10では対象外となっている。
月末サイン色紙（毎月末限定）
毎月最後の放送週に、採用・不採用に関わらずその月に送られてきたお便りを集めて抽選。20名にサイン色紙が当たる。

### 過去
神戸コーナー
震災後の神戸の状況などについてリスナーのお便りを紹介するコーナー。
今週のゲボボドリンクコーナー
各地で作られているその地特産の飲み物を募集し、飲んだ感想を言うコーナー。
素直な気持ち
- BGM：MISATO（『新世紀エヴァンゲリオン』より）

ある物の「素直な気持ち」を考えるコーナー。
めぐタンの「ジローに握りっ屁」
「お鍋の中身」の前身筋に当たる月替わりのネタコーナー。コーナージングルのタイトルコールは草尾毅による林原の物真似と林原自身によるものが不定期入れ替わり。このコーナーは、草尾がゲストの時に「昔、隣の家の犬『ジロー』に握りっ屁をした」と林原が公表した際、面白がった草尾が「めぐタンのジローに握りっ屁のコーナーへお便り下さい」と言ったところ、本当に大量の握りっ屁ネタのお便りが来てしまったため、仕方なく月替わりのネタコーナーとしてレギュラーコーナー化した。
めぐみの手まり唄
番組初期にあったコーナー。リスナーが考えた替え歌を林原が歌っていた。
百万人の語呂合わせ
勉強に役立つ語呂合わせを募集するコーナー。コーナー名はラジオ関西で放送されていた『百万人の英語』から、当該番組の時間枠をもらう形でHSの時間が拡大したことに因んでいる。

## 林原の産休による休暇時の対応
林原が産休から復帰するまでの約2か月間となる2004年6月12日（第663回） - 7月31日（第670回）はアシスタントの保志がメインパーソナリティ代行として、下記の臨時アシスタントとともに番組を進行した。
- 6月12日：宿利剛（キングレコード・スターチャイルド）、竹崎忠（セガ）
- 6月19日：高橋直純
- 6月26日：堀江由衣
- 7月3日：こやまきみこ
- 7月10日：清水愛
- 7月17日：中原麻衣
- 7月24日：石田彰
- 7月31日：日髙のり子

## ネット局

### 放送終了時点
2015年3月放送終了時点。本番組は番組販売され、幹事局のラジオ関西が独立局であり、JRN・NRNなどのネットワークに関わらずネットされていた。
| 放送地域 | 放送局      | 放送開始日    | 放送時間           |
| -------- | ----------- | ------------- | ------------------ |
| 兵庫県   | ラジオ関西  | 1991年10月5日 | 土曜 23:00 - 24:00 |
| 北海道   | 北海道放送  | 1997年4月11日 | 土曜 25:00 - 26:00 |
| 岩手県   | IBC岩手放送 | 2004年4月     | 土曜 22:00 - 23:00 |
| 栃木県   | 栃木放送    | 2001年10月    | 土曜 24:00 - 25:00 |
| 茨城県   | 茨城放送    | 2002年10月    | 土曜 22:30 - 23:30 |
| 山梨県   | FM-FUJI     | 2001年4月     | 日曜 19:00 - 20:00 |
| 岐阜県   | 岐阜放送    | 1997年6月     | 土曜 24:00 - 25:00 |
| 福岡県   | RKB毎日放送 | 1997年4月11日 | 日曜 25:00 - 26:00 |
| 沖縄県   | 琉球放送    | 1997年4月11日 | 土曜 26:00 - 27:00 |

一部の放送局はradikoプレミアム会員向けのエリアフリー聴取では、番組制作会社の都合で配信されず、radikoの都道府県のエリア内でしか聴取出来なかった。

### 過去
- TBSラジオ（1997年4月11日 - 1998年9月）
- 山陽放送（1997年4月11日 - 9月）

## 公開録音

### 概要
番組放送回数が増えるに辺り、主に100回毎の記念回数に、リスナーに対して感謝の意味も込めて公開録音を催していた。番組を放送していたラジオ関西（放送当時の愛称である：AM KOBE）の聴取対象地域である兵庫県内では無く、番組開始から4年弱は隣接地域である大阪府内のコンサートホールで催していた。
300回突破記念以後は、主に神戸市内の元町地区、新神戸地区のホールをメイン会場としてリースしており、600回突破記念時は、当該番組を番販購入している全放送局が所在する地域のコンサートホール、1100回突破記念時は、前年に発生した東日本大震災の被災地地域で、600回時に当該番組がネットされていなかった岩手県にて実施した。
公開録音構成の特徴として前半は番組収録、後半は林原の人物頁の活動方針に記述されている通り、ライブ活動が皆無であるためリスナーへの恩返しとしてライブパートを行っており、過去にリリースされているアルバムCD及び映像作品に収録されている。

### イベントリスト
| 記念回数 | 開催場所 | 開催年月日 | 備考          |
| -------- | --- | --- | ------------- |
| 100回    | リサイタルホール | 1993年6月13日                                                                                                 |               |
| 200回    | 万国博ホール | 1995年7月27日                                                                                                 |               |
| 300回    | 神戸国際会館ハーバーランドプラザ | 1997年8月11日                                                                                                 | [ 注 22 ]     |
| 400回    | 神戸文化ホール大ホール | 1999年7月25日                                                                                                 |               |
| 500回    | 神戸文化ホール大ホール | 2001年4月29日                                                                                                 |               |
| 600回    | 茨城県水戸市：茨城放送本社 公開スタジオ 栃木県宇都宮市：栃木会館 小ホール 東京都小金井市：小金井公会堂 岐阜県岐阜市：岐阜放送本社 テレビスタジオ 沖縄県那覇市：（旧）那覇市民会館 中ホール 福岡県福岡市中央区天神：都久志会館 北海道札幌市中央区：札幌共済ホール 兵庫県神戸市中央区・神戸朝日ホール | 2003年5月4日 2003年5月11日 2003年5月25日 2003年6月15日 2003年6月21日 2003年6月22日 2003年7月6日 2003年7月27日 | [ 注 23 ]     |
| 700回    | 新神戸オリエンタル劇場 | 2005年4月17日                                                                                                 |               |
| 800回    | 新神戸オリエンタル劇場 | 2007年4月21日                                                                                                 | [ 9 ]         |
| 900回    | 新神戸オリエンタル劇場 | 2009年3月7日                                                                                                  | [ 10 ] [ 11 ] |
| 1000回   | 新神戸オリエンタル劇場 | 2010年11月21日                                                                                                | [ 12 ]        |
| 1100回   | 岩手県民会館大ホール | 2012年11月4日                                                                                                 | [ 13 ]        |
| 1200回   | 新神戸オリエンタル劇場 | 2014年10月18日                                                                                                | [ 14 ]        |

## スペシャル番組
2012年3月31日 - 4月1日開催のアニメ コンテンツ エキスポにて、スターチャイルドはブースでの様子や特別プログラムなど配信する「スタ生」を動画サイト・ニコニコ動画で33時間配信。そのプログラムの1つとして、『林原めぐみのTokyo Boogie Night』との特別横断ラジオ番組である『幕張DESSE Heartful Night』が事前収録風景の映像と併せて3月31日20:00 - 21:00に配信された。

## 関連CD
- Heartful Station（2010年11月21日、KICM-3221）